# Мила Гец
Мила Гец Грујић (Сомбор, 7. октобар 1904 — Сомбор, 21. децембар 1983) била је југословенска филмска и позоришна глумица. Била је удата за глумца Јована Геца.

## Биографија
Мила Гец Грујић рођена је у занатлијској породици у Сомбору 7. октобра 1904. године. Основну школу, грађанску и два разреда учитељске школе завршила је у Сомбору. Радила је као писар окружног суда у Сомбору од 1922. до 1923. године.
Први пут је ступила на сцену после Првог светског рата као волонтер у Војничком позоришту који је тада био стациониран у Сомбору. После тога је наступала са сомборским аматерима и у представама путујућих позоришта која су гостовала у Сомбору. Професионална глумица постала је 1. децембра 1923. године када ју је ангажовало Српско народно позориште у Новом Саду. Први
пут је наступила већ 27. децембра 1923. у улози Евице у Љубавном писму Косте Трифковића.
У Новом Саду је остала до 31. јула 1925, а од 1. септембра 1925. играла је једну сезону у Народном казалишту у Сплиту. Вратила се у Нови Сад 1926/27 потом опет у Сплит 1927/28. Док је била Новом Саду 1927. године, удала се за глумца Јована Геца. Од 7. октобра 1928. до јуна 1931. године наступила је Хрватском народном казалишту у Загребу у хонорарном својству, као ученица тамошње Глумачке школе.
Била је члан Народног позоришта на Цетињу у сезони 1931/32. и 1935/37. а у међувремену Народног позоришта у Скопљу од 1932. до 1935. године. У хонорарном својству играла је у Народном позоришту у Београду од 1937. до 1939. године. Следе, Позориште у Нишу у сезони 1939/40, Хумористичко позориште „Кишобранци“ из Београда 1940/41, Позориште Удружења глумаца у Београду 1941/42, Градско позориште Београда од 1942. до 1944, Позориште Првог рејона 1946/47, Драмски ансамбл Радио Београда од 1948. до 1952. и Српско народно позориште у Новом Саду од 1. септембра 1953. до 30. септембра 1954, када је пензионисана.
На почетку каријере, у Новом Саду, да се што боље снађе у глумачкој професији помогли су јој глумци Драга Спасић, Даница Матејић и Жарко Васиљевић. Касније је на њен глумачки развој највише утицао супруг Јован Гец. Као млада глумица, углавном је играла је улоге наивки и љубавница, а наступала је и у оперети у мањим певачким улогама. У зрелијем добу тумачила је карактерне улоге и мајке. Са београдским Народни позориштем била је 1937. године на гостовању у Бугарској (Софија, Бургас, Варна, Пловдив).
Њене најважније улоге у позориштима су биле: Наца (Пут око света), Клодета (Париска сиротиња), Гаља (Љубав), Љуба (Београд некад и сад), Аница (Еквиноцио), Лујза (Две сиротице), Лепша Бранчић (У затишју), Мари (Узоран муж), Мира (Земља), Кити (Ана Карењина), Лао-Сун (Мистер Ву), Лида (Свадба Кречинског), Труда (Ивањске ватре), Антигона (Антигона), Госпођица од Андели (Свадбени марш), Шошот (Последњи валцер), Мастрила (Перикола), Мадлена (Адје), Франсина (Контролор вагона за спавање).

## Филмографија
Глумица |
| Глумица | ▲ |
| ------- | - |

Дугометражни филм | ТВ филм | ТВ мини серија
|                   | 1940 | 1950 | 1960 | 1970 | Укупно |
| ----------------- | ---- | ---- | ---- | ---- | ------ |
| Дугометражни филм | 1    | 0    | 0    | 0    | 1      |
| ТВ филм           | 0    | 0    | 6    | 1    | 7      |
| ТВ мини серија    | 0    | 0    | 0    | 1    | 1      |
| Укупно            | 1    | 0    | 6    | 2    | 9      |
|      | Назив            | Улога |
| ---- | ---------------- | ----- |
| 1948 | Бесмртна младост | Мајка |
|           | Назив                          | Улога             |
| --------- | ------------------------------ | ----------------- |
| 1961      | Јерма                          | /                 |
| 1968      | Силе                           | Служавка          |
| 1968      | На рубу памети                 | Једна дама        |
| 1968      | Све ће то народ позлатити (ТВ) | /                 |
| 1968      | Бурлеска о Грку                | Служавка          |
| 1969      | На дан пожара                  | Шанкерка          |
| 1970-te ▲ |                                |                   |
| 1974      | Црна листа                     | Жена у продавници |
| Од | До | Назив | Улога |
| -- | -- | ----- | ----- |